# زرشک چینی
زرشک چینی (نام علمی: Berberis julianae) نام یک گونه از سرده زرشک است.